# Моравчина
Моравчина (пол. Morawczyna) — село в Польщі, у гміні Новий Торг Новотарзького повіту Малопольського воєводства.
Населення — 672 особи (2011).
У 1975-1998 роках село належало до Новосондецького воєводства.

## Демографія
Демографічна структура станом на 31 березня 2011 року:
|          | Загалом | Допрацездатний вік | Працездатний вік | Постпрацездатний вік |
| -------- | ------- | ------------------ | ---------------- | -------------------- |
| Чоловіки | 355     | 85                 | 241              | 29                   |
| Жінки    | 317     | 77                 | 185              | 55                   |
| Разом    | 672     | 162                | 426              | 84                   |